# Carl Joseph Chwatal
Carl Joseph Chwatal, född 13 januari 1811 i Rumburg, Böhmen, död 12 april 1887 i Merseburg, var en böhmisk-tysk orgelbyggare. Han var bror till Franz Xaver Chwatal.
Chwatal var verksam som orgelbyggare i Merseburg. Han införde åtskilliga förbättringar i orgelmekaniken.